# Idriz Voca
Idriz Voca (Stans, 15 de mayo de 1997) es un futbolista suizo nacionalizado kosovar que juega como centrocampista y su equipo es la U. S. Triestina Calcio 1918 de la Serie C.

## Selección nacional
Tras jugar con la selección de fútbol sub-21 de Kosovo, finalmente debutó con la selección absoluta el 24 de marzo de 2018. Lo hizo en un partido amistoso contra Madagascar que finalizó con un resultado de 0-1 a favor del combinado kosovar tras el gol de Edon Zhegrova. Además disputó varios partidos de la Liga de Naciones de la UEFA 2018-19.

## Clubes
| Club                        | País    | Año       | Partidos | Goles |
| --------------------------- | ------- | --------- | -------- | ----- |
| F. C. Lucerna               | Suiza   | 2017-2020 | 100      | 4     |
| Ankaragücü                  | Turquía | 2020-2021 | 27       | 0     |
| Cosenza Calcio              | Italia  | 2022-2024 | 77       | 3     |
| U. S. Triestina Calcio 1918 | Italia  | 2024-     | 27       | 0     |